# Ферро, Пабло
Пабло Ферро (англ. Pablo Ferro, 15 января 1935 — 16 ноября 2018) — американский графический дизайнер и художник кубинского происхождения.

## Профессиональная деятельность
Ферро создал самые разные работы для кино, начиная от вступительной заставки к фильму Стэнли Кубрика «Доктор Стрейнджлав», до выполненного в технике сплит-скрин монтажа фильма «Афера Томаса Крауна» 1968 года.